# Cápiz
Cápiz (tagalo: Kapis) es una provincia filipina de la región de Bisayas Occidentales. Su capital es Roxas y está situada en la parte noreste de la isla de Panay, limita con Aclán y Antique al oeste y Iloílo al sur. Cápiz da al mar de Sibuyan al norte.

## Mitología
Entre filipinos, Cápiz se figura casi siempre en cuentos de aswanges y otros tipos de fantasmas, duendes, demonios necrófagos y manananggales y otros cuentos de monstruos. En Cápiz aún se dice que tiene muchos asuángs y reuniones de brujas, injustamente por supuesto.

## Historia
El 15 de junio de 1949 fue creado el nuevo municipio de Malay con terrenos segregados del municipio de Buruanga.
Comprende los barrios de Dumlog, Cabolihan, Balosbos, Maba-oy, Cubay Norte, Cubay Sur, Cogon, Argao, San Viray, Caticlan, Manoc Manoc, Balabag y Na-asog.

## División territorial
Estos son los municipios de la provincia, con capital en la ciudad de Roxas.
| Nombre           | Población (censo de 2020) | Número de barangayes |
| ---------------- | ------------------------- | -------------------- |
| Cuartero         | 27 993                    | 22                   |
| Dao              | 33 842                    | 20                   |
| Dumalag          | 30 098                    | 19                   |
| Dumarao          | 49 506                    | 33                   |
| Ivisan           | 31 278                    | 15                   |
| Jamindan         | 38 670                    | 30                   |
| Ma-ayon          | 41 226                    | 32                   |
| Mambusao         | 40 690                    | 26                   |
| Panay            | 48 890                    | 42                   |
| Panitan          | 42 565                    | 26                   |
| Pilar            | 47 100                    | 24                   |
| Pontevedra       | 49 725                    | 26                   |
| Presidente Roxas | 31 269                    | 22                   |
| Roxas            | 179 292                   | 47                   |
| Sapian           | 26 697                    | 10                   |
| Sigma            | 31 688                    | 21                   |
| Tapaz            | 54 423                    | 58                   |